# Centre de santé et de réhabilitation de Skogli
Le  Centre de santé et de réhabilitation de Skogli (en norvégien,  Skogli Helse - og Rehabiliteringssenter AS) est un centre hospitalier adventiste à Lillehammer en Norvège. Il est spécialisé dans la réhabilitation des personnes qui souffrent de maladies et de douleurs chroniques comme l'arthrite et le rhumatisme.